# Minto, North Dakota
Minto är en ort i Walsh County i delstaten North Dakota, USA.